# 甑山里駅
甑山里駅（朝鮮語: 증산리역、チュンサルリえき）は朝鮮民主主義人民共和国平安南道順川市にある朝鮮民主主義人民共和国鉄道省戴建線の駅である。

## 隣の駅
朝鮮民主主義人民共和国鉄道省
戴建線
戴建駅 - 甑山里駅 - 龍岳駅